# 火葬

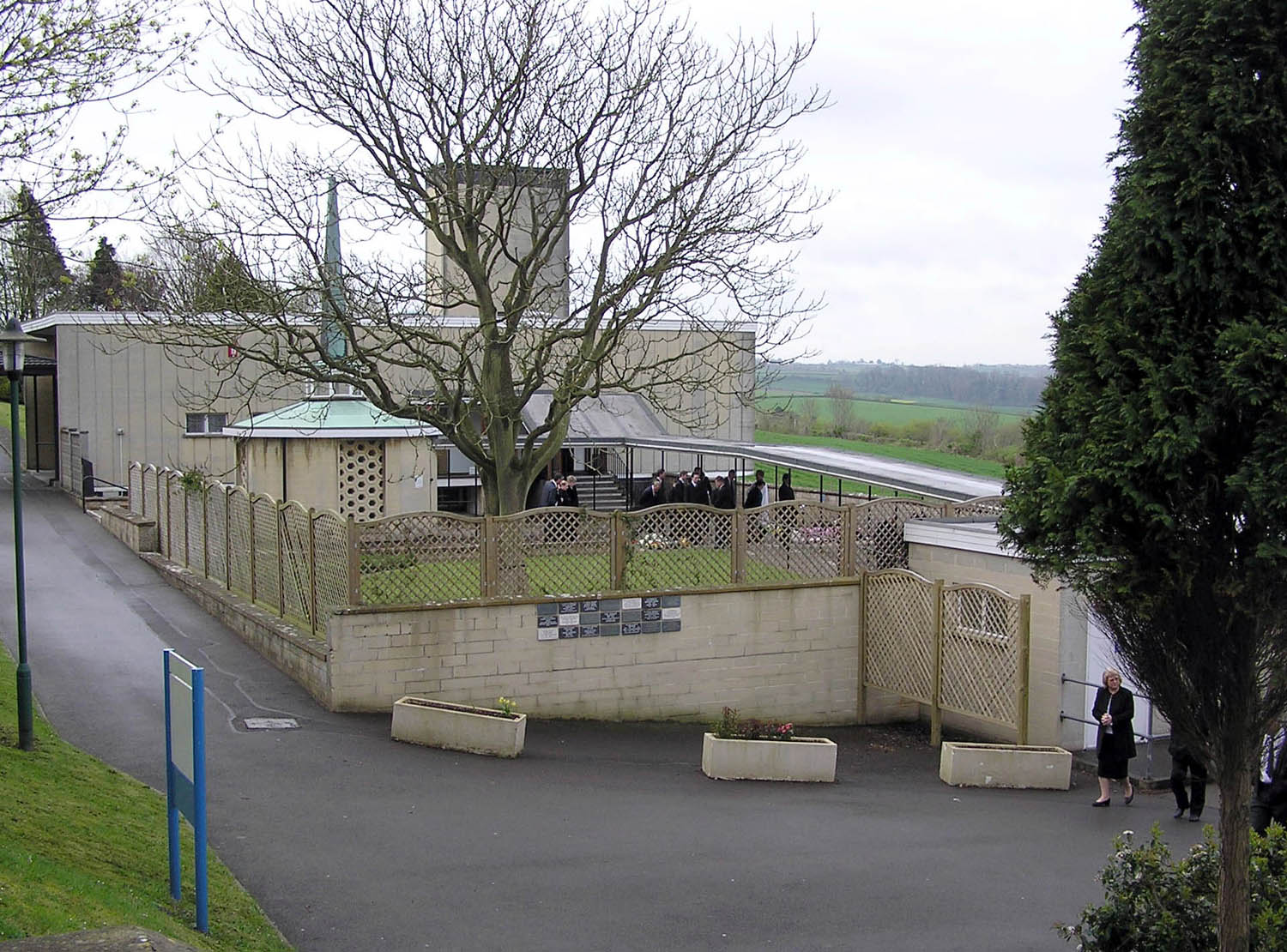
英格蘭巴茲Haycombe墳場的火葬場

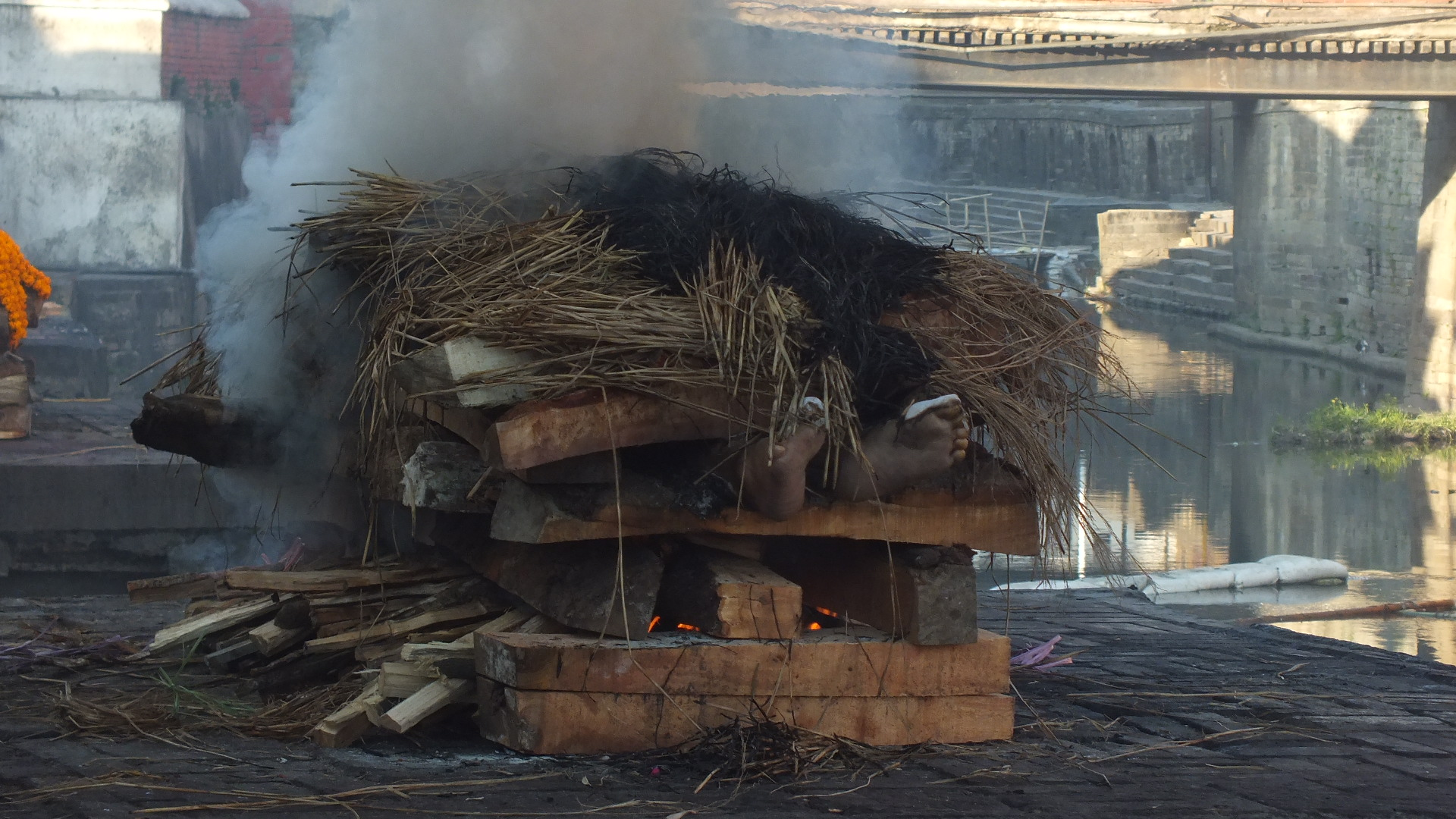
帕舒帕蒂纳特庙火葬場

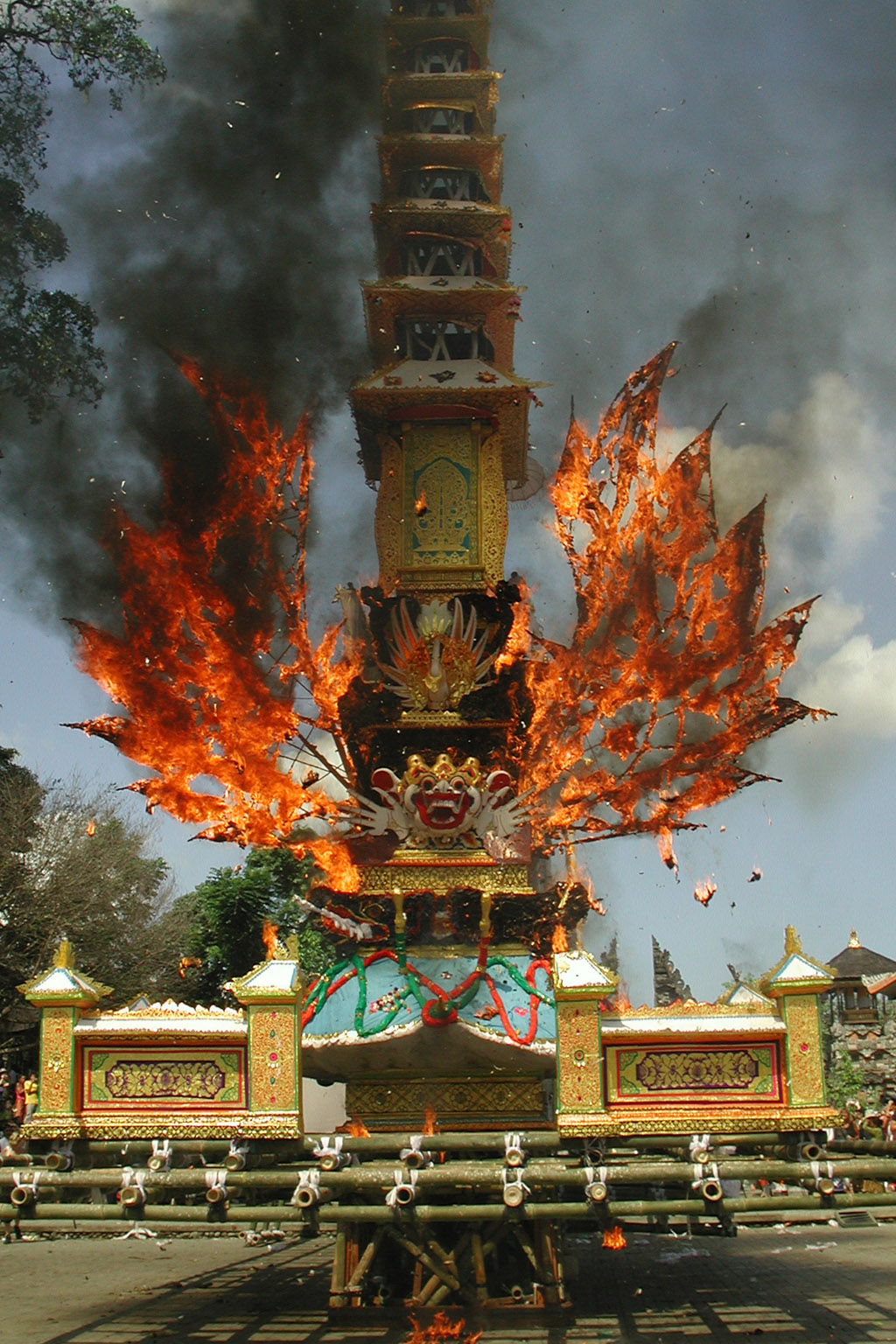
巴厘岛

火葬（cremation）俗称火化、熟葬或焚尸，是處理屍體的方式，具體而言是用火將屍體燒成灰燼，然後安置在容器（骨灰罐）中、埋於土中、撒於水中或天空中，甚至以火箭射上太空。
印度教、佛教盛行火葬，道教、儒家、伊斯蘭教和基督宗教則盛行土葬。自從二十世紀開始，火葬在世界各地得到提倡，以節約日益短缺的耕地。至今，中國大陸总体火化率为58.8%（上海等城市市民火化率达100%），美國為56.1%，韓國為74%，日本為99.85%（2008年），台灣為95.65%（2015年），瑞典及丹麥火化率皆達75%，英國為72.45%，新西蘭70%，澳洲則為65%。

## 現代火葬程序

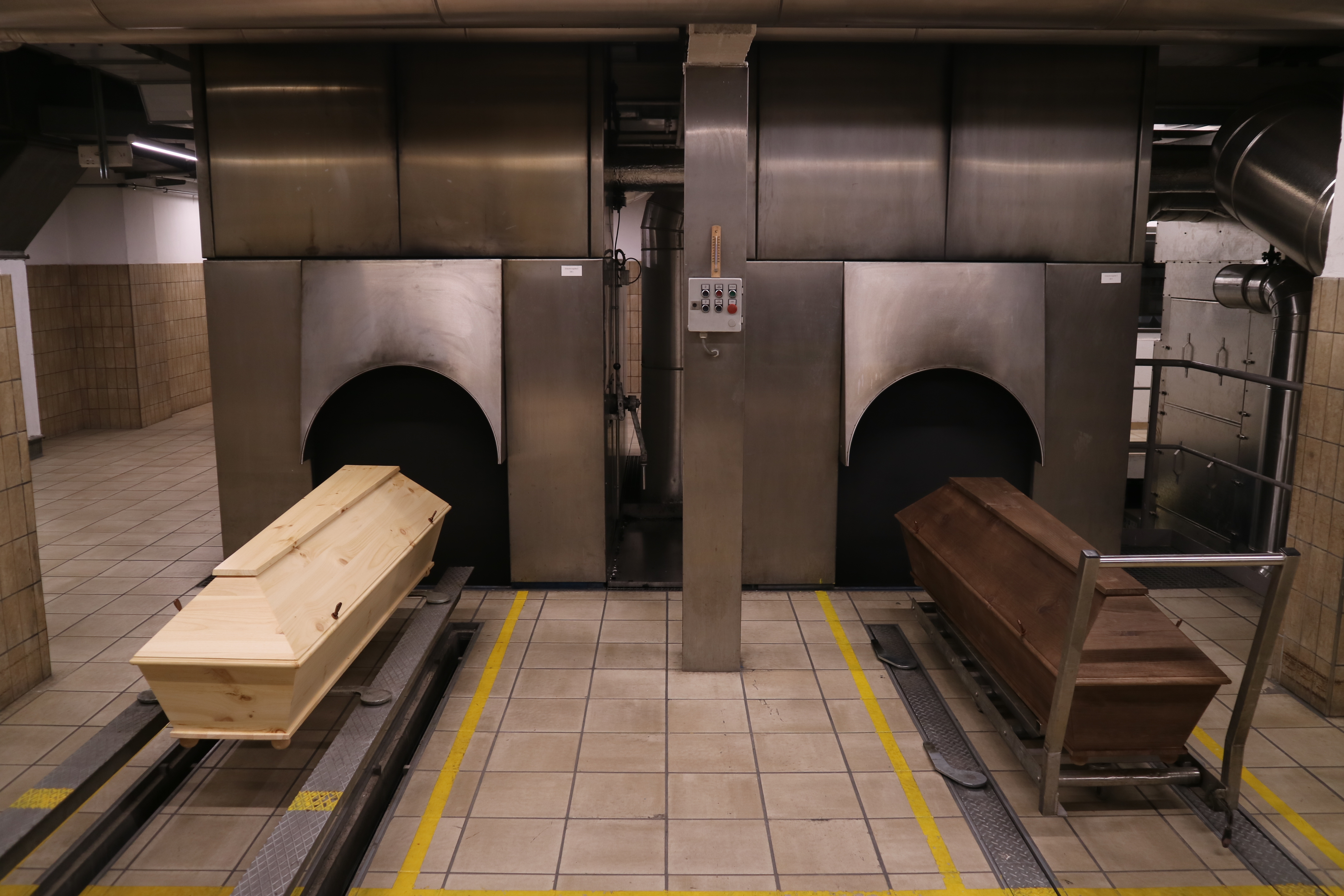
奥地利的电火化炉（电焚尸炉）

火葬儀式一般在火葬場舉行，那裡包括一個或多個的火化室（chamber，炉室）或火化爐（retort，炉罐，甑）。火化爐是一個工業用的火爐，它的溫度可高達870－980 °C（1600－1800 °F），確保能瓦解屍體。火葬場有時是禮拜堂或殯儀館的一部分，或墳場提供的獨立設施或服務。
現代火化爐的燃料包括瓦斯和柴油。然而，煤和焦炭一直用到60年代早期。很多的火化爐都是可調校的控制系統，用來監測火化時火爐的情況。
火化爐每次只准火化一具屍體，這也是很多國家的法例，包括美國。但也有因人類防疫的處理，將病死者舉行集體火葬，以避免疫病於人群間散播。
擺放屍體的地方稱為“retort”。它們以耐火磚來抗衡熱。為了保持其抗熱的能力，這些磚一般每五年便要更換一次。現代的火化爐都由電腦控制以確保其正確和安全使用，例如火化爐的門直至火化爐抵達操作的溫度方能開啟。靈柩要儘快推進retort，以避免火爐的熱經頂部打開的門流失。使用charger（升高的手推車）能快速地把靈柩推進火爐，並能夠傾斜地把靈柩推進火化爐。部分火葬場容許家屬觀看這個過程。這有時是因宗教儀式而進行，例如傳統的印度教葬禮儀式。
絕大部分的火化爐都有標準大小。但一些比較大的城市會使用一些超大火化爐，這可處理重達200公斤的死者（441磅）。
但不是所有過重者都能使用這方法，有些必須轉為土葬方式。此外很多大型火葬場會另設一個小火化爐來處理年幼或夭折的兒童。

### 屍體容器
一個準備火化的屍體，首先會放置在一個箱內，它可以是一個簡單的紙板箱或木製棺材。而多數的棺材製造商都會提供一個專門用來火化的棺材。另外，也可選擇內置紙箱的木製外殼棺材，它看起來和一般傳統棺材一樣。葬禮後，內部的箱會從棺材取出來火化，這樣，棺材外殼便可重複使用。此外，殯儀館也有提供出租棺材服務，他們會在喪禮上用傳統的棺材，然後移到另一個箱做火化。出租式的棺材有時會被設計到有可拆卸床板和襯板，那麼每次使用只要更換它們就可以了。
在英國，屍體是不會如上文所述從棺材中移走，然後再放置在另一個箱內火化的。他們的屍體會與棺材一起火化，所以所有的英國棺材一定要用能燃燒的材料來製作。其火葬經營守則（Code Of Cremation Practice）說明，靈柩一旦抵達火葬場後便不能再打開，並規定火化儀式必須與喪禮儀式同一天進行。因此，如果在英國火葬，其屍體由喪禮至火化完成前都會放在同一個棺材內。還有由於靈柩到了火葬場後不能再打開，靈柩封閉前，家屬必須把死者身上的珠寶首飾全部取走。火化程序完成後，剩下程序是通過磁場來移除剩餘的小量金屬，這些金屬稍後會被埋在火葬場附近的地下。
在澳大利亚，死者火化的靈柩由承辦喪葬者提供。可重複使用的或紙板棺材則不多。如果考虑成本問題，他們會提供在同業裡稱為“chippie”的一種平的，粒片合板的靈柩。其把手位（如果適合）是塑料做的，也核准使用於火化爐內。棺材可以因人而異用不同的粒片合板（有些會以天鵝絨柩衣蓋上）去穩固木材。大多數為外飾的粒片合板。
火葬場的火化服務可以只是“delivery-only”，而沒有禮拜儀式服務（儘管教堂服務可能已舉行）或先在火葬場的小禮拜堂舉行儀式。“delivery-only”使火葬場能如期進行火化服務，並最有效地利用火化爐，而未進行火化的將屍體會先放在冷藏室過夜。因此收費較低。“delivery-only”可被稱作行業術語，如“西小堂服務”（west chapel service）。

### 火化和骨灰的處理
擺放屍體的箱會放在retort（送尸车），然後將其放在溫度為760至1150 °C（1400至2100 °F）的火化爐火化。在火化過程中，屍體的大部份（特別是器官）和其他軟組織都會因排放系統釋出的熱力和氣體而蒸發和氧化。整個過程通常需時約兩個小時。
火化後所有剩下來的都是乾骨頭碎片（大多是鈣磷酸鹽及次要礦物質）。這些物質相當於身體的原有質量的大約3.5%（兒童的則佔2.5%，但比例會因身體結構不同而有所相差）。由於乾骨頭碎片的重量非常接近骨骼的重量，所以它們會因應不同人而有所不同。研究指出，美國佛羅里達州的成人（介於2至8磅，即0.9到3.6公斤）樣本的平均重量為5.3磅（約2.4公斤）。並是雙模態地分佈，男性（介於4至8磅，即1.8至3.6公斤）的平均為6磅（2.7公斤）；女性（介於2至6磅，即0.9至2.7公斤）的為4磅（1.8公斤）。在這些樣本裡，總括所有成年骨灰樣本，超過6磅（2.7公斤）是來自男性，低於4磅（1.8公斤）則來自女性。
珠寶首飾，如手錶和戒指，通常會在火化前拆下並退回家屬。其他須拆除的非天然物件還有心律調節器，因為心律調節器可能會爆炸或損毀火化爐。在英國和其他國家，承辦喪葬者須在運送屍體到火葬場前把起搏器拆除，並簽署一份聲明，指出已拆除所有心律調節器。
火化完成後，骨頭碎片會從Retort掃出來，然後由操作者使用粉碎機，即骨灰研磨機（cremulator）（非正式名稱為crembola）把其磨至沙土狀的骨灰（注意，骨灰的細密度會因骨灰研磨機的效率不同而有別，而骨碎裡的識別晶片也可能在骨灰裡，這取決於不同國家和設施）。骨灰研磨機通常會使用不同形式的旋轉或磨削機械裝置去以磨碎骨頭，如重金屬軸承對應於舊機型。由於火化後的骨頭碎片被磨成灰土狀，因此也就稱為“骨灰”。而英语一般稱骨灰為“ashe”（有灰燼之意），但專門名稱為“cremains”（是“cremated”（火化）和 “remains”（遺體）的混成詞）。但在日本和台灣，除非家屬事先請求，否則骨頭不會被磨成粉末，並由家屬自己或是喪葬業者代為去“收拾”火化後的骨灰，在台灣此過程稱為「揀骨」。
接著，骨灰會被放置在一個容器裡，它可以是一個簡單的紙盒，或一個花式的骨灰甕。火葬一個不可避免後果是，還有微小的殘留骨頭碎片仍會留在火化時的容器內，並可能和隨後火化的骨灰混在一起。
並非所有火化後的剩餘物的都是骨頭，也可能始來自漏取的珠寶、本身的靈柩箱、死者的修補牙齒的材料、外科植入物，如髖關節代替物等熔化後金屬硬塊。大件物件，如鈦髖關節代替物，通常在磨碎前拆除，因為它們可能會損害研磨機。經過研磨，較小的金屬會被篩出，然後另外埋在遠離墳場的地方。

## 前現代流行的火葬方式
以往火葬通常是屍體是放在火葬用的柴堆上焚燒的。柴堆會包圍着擺放死者屍體的地方。然後在柴堆點燃火，火便會焚燒了木材和其屍體。這種方法主要用在古代，例如古希臘史詩伊利亞德（Iliad）所記載。這種方法在使用火葬場火化爐的西方國家也不常見。而在維京人流行把死者（尤為英雄或酋長等）放在一隻艇上，點火後讓艇隨波浪飄流，兼有海葬的意味。
現在仍有些文化中如印度教維持傳統。

## 骨灰保存或處置方法
火化後的骨灰會放在一個長方形的塑料容器中，再放進一個紙箱或絲絨袋內，又或骨灰甕內（如果家屬已經購買了的話），然後歸還給死者近親。除了骨灰，火葬場當局會準備一張火葬的官方證明書給家屬，用來證明死者遺體已合法處置，證書必須與骨灰一同保留。
骨灰可以存放在一個骨灰甕，或撒在一個特殊的地方，如山上、海中（海葬）、或埋在地下等。其它特別的例子有通過氦氣球、煙花、獵槍子彈射出或從飛機上散落地面等，甚至將骨灰送到太空。由於骨灰的主要成份和鑽石一樣都是碳，有服務可用人造鑽石製造機將骨灰造成鑽石。此外它們也可加入甕與水泥等組成的人工漁礁，或者混入油漆製成死者的畫像。在美國，骨灰在得到特別准許下可以撒在美國國家公園裡。另外，也可以把骨灰撒在私人地方，如果該主人同意的話。部分骨灰可能會保留在一個設計特別的紀念品小盒內，俗稱為“紀念吊墜”（Keepsake Pendant）。但最後怎麼處置都是看死者生前遺願或其宗教信仰。某些宗教允許骨灰被灑或放在家裡。一些宗教，如羅馬天主教，則堅持要把骨灰埋起。
印度教要求必須由死者的最親男性家屬，如兒子、父親、丈夫等，把骨灰浸在神聖河流恒河，最好是位於印度赫尔德瓦尔的聖城。此外該骨灰也可能埋在地下 。
在日本和台灣，火化後的骨頭碎片會還給家屬，並會在最後埋葬前的葬禮儀式中使用，大多放入佛寺、靈骨塔或墓園。
一些遺體火化後会遺下碳酸盐琉璃状结晶。如果这些结晶来自虔誠佛教徒及佛教比丘、比丘尼等的遺體，则可能被称为舍利或舍利子。相传釋迦牟尼佛佛滅後，有八国国王分取其舍利建塔供奉。

## 選擇火葬的原因

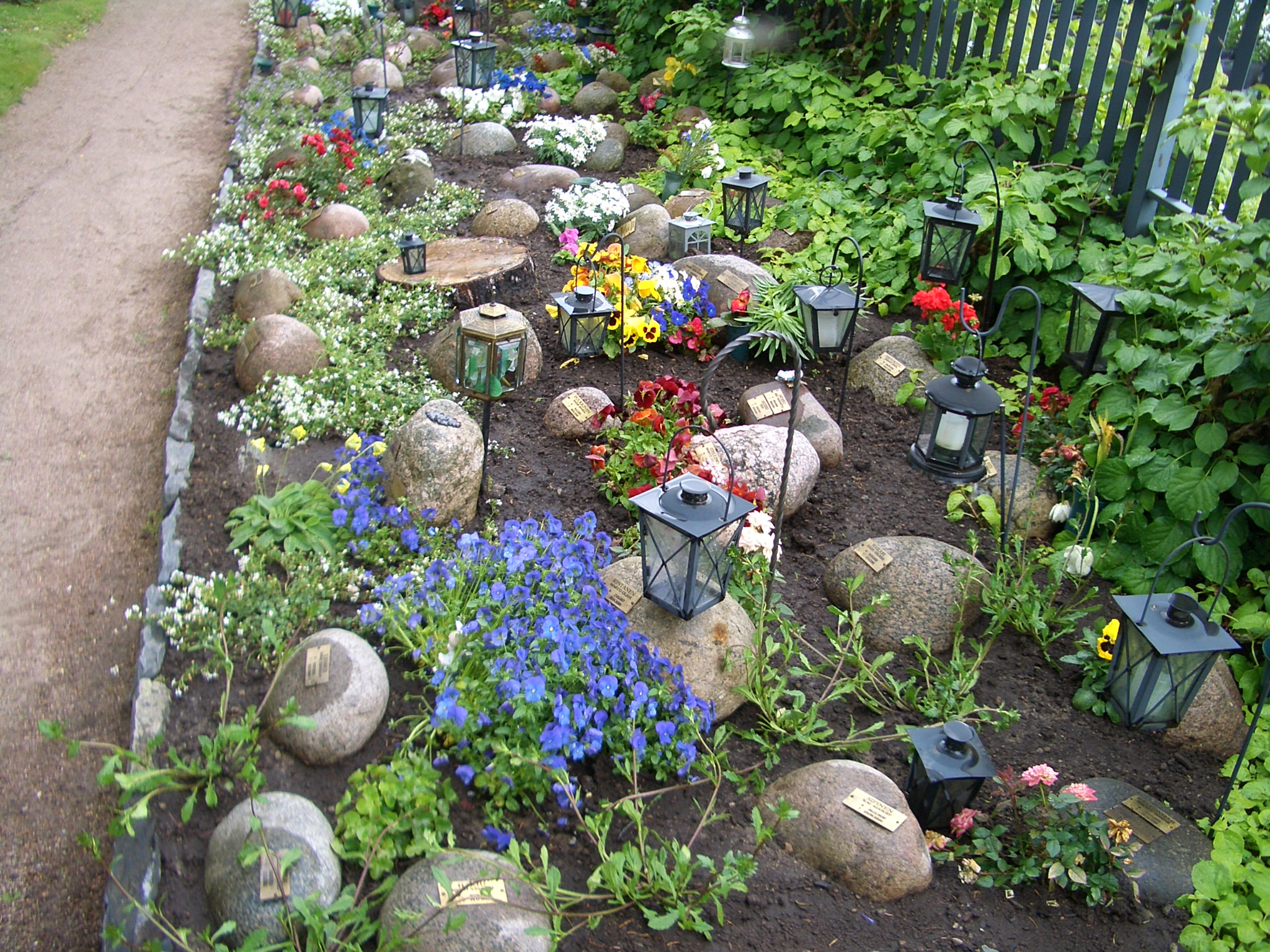
火葬可以節約很多墓地空間

有些人選擇火葬是基於個人原因。但對某些人來說，是因為他們不喜歡傳統的土葬，長遠考慮覺得其分解過程緩慢，有些人覺得他們比較喜歡火葬，因為其屍體能立即處理。其他看法認為火葬能作為一種簡化其葬禮儀式的方法，同樣可減輕人口增加而引致喪葬問題。這些人認為傳統喪葬會使葬禮的過程更繁複，因此選擇火化，使其服務越簡單越好。
此外，成本因素往往使火葬更具吸引力。一般來說，火葬費用低於傳統的土葬服務，尤其是選擇直接火葬，屍體只要依法儘快火化，而沒有其他任何形式的服務。不過，火化服務的費用可以有很大的差異，主要基於死者或其家屬希望如何進行火葬儀式。火葬可以在傳統喪葬服務中進行，這樣就增加了成本。靈柩的使用也影響成本。
一些宗教，如佛教，則認為火葬對死後的來世有利，認為可以幫助亡者的神識『超生』，若果選擇土葬的话，則認為亡者會較容易執著身軀，不得解脱，不願離開世間的痛苦。
骨灰可以撒在或埋在火葬地塊或安置於龕堂等，通常成本會少過土葬形式埋於墓地或陵園下室，並需要更少的空間。不過，一些宗教，如羅馬天主教，要求必須安葬或掩埋骨灰。
大多數國家的傳染病防治法規普遍规定，因罹患法定傳染病而死者，其遺體必须立即以火葬方式處理，以免疫情散布。但是可能因此與當事家屬發生爭執，認為火化屍體不符合當地的傳統文化。例如在西非伊波拉病毒疫情時，賴比瑞亞強制伊波拉死者火葬，遭到村民與死者親友大力阻撓。2019冠狀病毒病疫情時，也遭到類似反對。

## 對環境的影响

### 益處
對某些人來說，選擇火葬可能是基於環境原因。土葬是某些環境污染物的已知來源，是不爭的事實。其中的防腐液裡的汞、砷和甲醛都會污染地下水。而靈柩本身也是另一種已知污染來源。其他污染問題還有，死亡或埋葬前（如放射治療）進入人體的放射性同位素；這些屍體的腐爛都可能造成環境污染。
然而，另一種環境的關注是，傳統的土葬佔用了大量的空間。在傳統的土葬，屍體會被放在一個不同材料製成的靈柩中。在美國，靈柩在下葬前往往更會先放進一個混凝土製的箱或襯墊裡。個別來看，可能用不到很多地方，但結合其他的墓穴來看，它可以造成嚴重的空間問題。許多墳場，尤其是在日本、歐洲以及較大的城市，現在開始出現空間不足的問題。例如在東京，傳統的墓穴極為稀缺和昂貴；在倫敦，空間危機更使Harriet Harman提出重開舊式的“雙層”的墓葬。

### 害處
有越來越多的研究顯示，火化過程對環境有显著的影響。火葬場主要的排放物有：氮氧化物、一氧化碳、二氧化硫、顆粒物、汞、氟化氫（HF）、氯化氫（HCl）、非甲烷揮發性有機化合物（NMVOC）、其他重金屬和持久性有機污染物（POP）都是對人體和自然有害的。
據聯合國環境計劃署對POP排放目錄指南的報告指出，火葬場的汚染物排放雖然占全球汚染物總排放量的比重較小，但仍然具有顯著性差異。其排放的戴奧辛和呋喃也佔了全球總排放量的0.2%。

## 宗教對火葬的意見

### 印度系宗教
印度宗教，如印度教和佛教，皆為崇尚火葬。因其教義將肉體視為是讓靈魂、神識攀附的工具。《薄伽梵歌》提到：“就像脫去舊衣服，然後穿上新的；死後靈魂離開身體，然後獲得一個新的”。因此，死去的肉體並不神聖，因為神聖的靈魂已經離開了肉體。所以在上述宗教中火葬是合乎道德的。而錫克教文化儘管崇尚火葬習俗，卻也不禁止土葬。

#### 印度教
根據印度教傳統，認為火化屍體，能促使靈魂意識超脫至飽滿、脫離現實世界，這將有助於去“另一個世界”（死亡的最終目的地）。這也解釋了為什麼聖人（由於終身苦行修行，其精神已經足夠“超脫”）和兒童（精神生活的時間短，不足於附在這世界）能使用土葬。印度教聖人是以盤腿打坐形式下葬的，不像其他宗教是水平形式，火葬被稱為“antim-samskara”，從字面上來看，意思是“最後的儀式”（last rites）。當火葬或“最後的儀式”進行時，“禮拜”（Puja）也會同時進行。“禮拜”是一個印度教的祈禱儀式，以協助神識進入另一個世界。

#### 佛教
佛教承襲婆羅門教思想，也流行火葬。釋迦牟尼佛住世時，印度以火葬為正儀，佛滅後，舉行茶毗（巴利語、古印度俗語：jhāpita/jhāpeti，混合梵語：dhyāpita/dhyāpeti、dhyāyita/dhyāyeti，亦作“荼毘”，其他音寫詞還有耶維、闍維、耶旬、蛇旬，火葬之義），信徒皆效法之，而僧眾更是跟進。傳至漢地，隋唐開始，佛家居士亦多火葬；日本佛教在道昭和尚提倡下，亦以火葬為主。
印光法師：「自佛法東來，僧皆火化。而唐宋崇信佛法之高人達士，每用此法。以佛法重神識，唯恐耽著身軀，不得解脫。焚之則知此不是我，而不復耽著。又為誦經念佛，期證法身。」佛教提倡火葬，乃不重皮囊，若埋土中，唯恐死者執著於其形骸肌膚，以致不能解脫，故以火焚之，則不眷戀而知四大皆空。
俗人火化，法師多半在死者遺體、牌位之前開示，類此：「某某居士（女居士）！今日火化，且聽我言。《金剛經》曰：『凡所有相，皆是虛妄。』享壽之時，以虛色身，且償因果，且修福田；捨報之後，無用軀殼，當作灰燼，還歸蒼天。某某居士（女居士）！色身皮囊，俱燒以毀，真靈佛性，僅存無壞，遍滿虛空，充塞法界，無去無來，不生不滅！」

### 基督宗教
在基督教國家和文化中，一般都是勸阻用火葬的。因為他們相信身體會復活。但是經過多個世紀後，信徒也漸漸接受火葬。

#### 羅馬天主教
羅馬天主教會反對火葬源於幾個想法：第一，死者的身體就像一個接受聖物的工具，其本身就是莊嚴神聖的；第二，作為人不可分割的一部分的，它應該以光榮和敬畏的方法來處理，很多早期的此類處置屍體做法都被視作是異教徒行為，或侮辱屍體；第三，模仿耶穌的埋葬，基督徒的身體的應該是埋葬的；第四，進行火葬等於否定了身體的復活。儘管如此，火葬沒有完全被禁止，可能因為怕抵觸了神去復活身體的能力，但是這已在早期米紐修斯·費里克斯（Minucius Felix）的對話錄渥大維（Octavius）中被駁斥了。
在中世紀歐洲，有時需要同時處理眾多屍體，如經過戰鬥，瘟疫或飢荒後，屍體容易造成疾病蔓延，所以必須進行火葬。然而，早期的土葬或埋葬仍是法制的，除非在特別情況下，為公眾利益，才可以進行火葬。此外，在18世紀或以後，唯理主義者和古典派再次倡導火葬，並以此來否認復活和來世，雖然支持火葬的運動大半在他們的工作去解釋和反駁神學對火葬的問題。但天主教會內反對火葬的情緒，在聯想到火葬是“敵基督”時變得更加僵化。並制定了規則來反對火葬，這直到1960年代才軟化，雖然天主教仍偏愛於傳統土葬或埋葬，但家屬則可自由選擇是否進行火葬，而不會被認為是拒絕相信屍體的復活。
直到1997年，羅馬天主教禮儀規章要求追思彌撒後才可以火葬，因此如果可能的話，遺體須要出席於彌撒，遺體的出現作為一個象徵，並會接受祝福和禱告。當彌撒完畢，屍體可以火化，第二個服務也可跟隨在火葬場或公墓舉行，稍後骨灰將如同身體埋葬一樣的埋起。現在禮拜儀式規定，彌撒上可以有骨灰容器，但是必須得到當地主教的允許。此外，教會仍特別要求要恭敬地處置骨灰，一般骨灰被安葬或放在一個適當的容器中，例如骨灰盒（而不是散掉或保存在家裡，雖然也有天主教徒這樣做）。現在的天主教墳場也定期接待火化的遺體和很多都設有靈灰安置所。

#### 新教
新教团体大多很歡迎使用火葬，並早於天主教教會；但新教內贊成火葬的意見並不一致。首個在新教國家的火葬場建於1870年代。在許多新教教派，撒開或“鋪蓋”（骨灰）是可以接受的做法，一些教會更有自己的“紀念花園”，以供人撒骨灰。其他基督教團體也有支持火葬。包括耶和華見證人。

#### 東正教和其他相關反對火葬的宗教
另一方面，一些基督宗教的分支仍然反對火葬，其中包括一些少數的新教團體。最值得注意的是東正教教會禁止火葬。當然例外的情況也可以被接受，即一些必須火葬的情況（如國內當局要求，或因疫病），或其他被認為可以接受的理由，但若沒有正當理由便火化，則死者是不容許的在其教堂內進行葬禮的，也可能永久不能在其教堂禮儀祈禱。火葬在東正教被視為嚴重違反復活的教條的行為。。

#### 耶穌基督後期聖徒教會
耶穌基督後期聖徒教會（The Church of Jesus Christ of Latter-day Saints）的總會會長曾經宣稱強烈勸阻使用火葬，這是基於相信屍體是神聖的，並認為身體與靈魂最終會復合團聚。著名的後期聖徒的總會會長麥康基布司（Bruce R. McConkie）寫道“只有在最不平凡和不尋常的情況下”，火葬才是符合LDS教誨的。

### 猶太教
猶太教歷來不贊成火化（這是鄰近的青銅時代文化的傳統處置死者的方法）。傳統上，也不贊成採用古埃及以香油防腐和做成木乃伊的保存死者方式。在19世紀和20世紀早期，由於在許多歐洲城鎮的猶太人墓地已很稠密和不夠空間，火葬成為猶太教自由派處置屍體的可行方式。儘管土葬是最好的選擇，目前的自由運動像革新猶太教仍然支持火葬。。
正統猶太教恪守對於火葬的限制，原因是因為哈拉卡（猶太法律）禁止火葬行為。相對於古老的分支（如否定復活的撒都該人），哈拉卡崇尚身體復活，這是“主流”猶太教的一個核心信仰。此外，由於猶太人大屠殺中數百萬被殺害的猶太人屍體都是在火葬場或焚尸爐焚燒的，這使正統猶太教，保守猶太教更加反感并反對火葬。。

### 瑣羅亞斯德教
傳統上，瑣羅亞斯德教是否定火葬和土葬，認為這類喪葬會引致火災和地球污染。而他們傳統處置屍體的方法，是通過祭祀將屍體放在“無聲塔”中進行天葬，但是現在已經有越來愈多信徒以土葬或火葬替代。一些當代信徒人物也選擇了火葬，例如皇后樂隊成員佛萊迪·摩克瑞在死後便用火化儀式進行。

### 新異教主義（Neopaganism）
根據考古記錄的女權主義的解釋，火葬通常是指在父權宗教的屍體棄置，其上升的煙象徵著死者的精神升到天上聖父的旁邊。而母權宗教都是被認為較偏愛於土葬的，因為土葬形式就像一個人睡在母親的胎裡一樣，墓穴代表子宮，因此死後用土葬就代表把身體交還給地球母親。現代的新異教主義，Ásatrú也偏愛火葬，就如塞爾特多神教。

### 其他准許火葬的宗教
Ásatrú、佛教、基督教（包括愛爾蘭聖公會、威爾士聖公會、加拿大聯合教會、路德教會、循道公會、摩拉維亞教會、救世軍、蘇格蘭聖公會）、基督教科學會、耶和華見證人、山達基教、印度教（不強制於苦行僧、閹人和五歲以下的小孩等）、耆那教、基督復臨安息日會、錫克教、基督教公誼會（教友派）、和一神普救派全部准許火葬。

### 其他禁止火葬的宗教或思想
伊斯蘭教和瑣羅亞斯德教都禁止火葬。

### 大致上不支持火葬的宗教或思想
中國儒家人士認為死者最好是「入土為安」，如朱熹等的程朱理學強烈反對子女火化父母的屍體，認為這是不孝的行為。道教也認為死者應該土葬，除了瘟疫或遠鄉歸葬之外，很少支持火葬。而古埃及人則相信火葬會殺死“Ka”（法老的靈魂），但他們並不禁止火葬，在遠古時代，火葬是一種用來處理罪犯的作法，從而令其得不到來世。

## 歷史

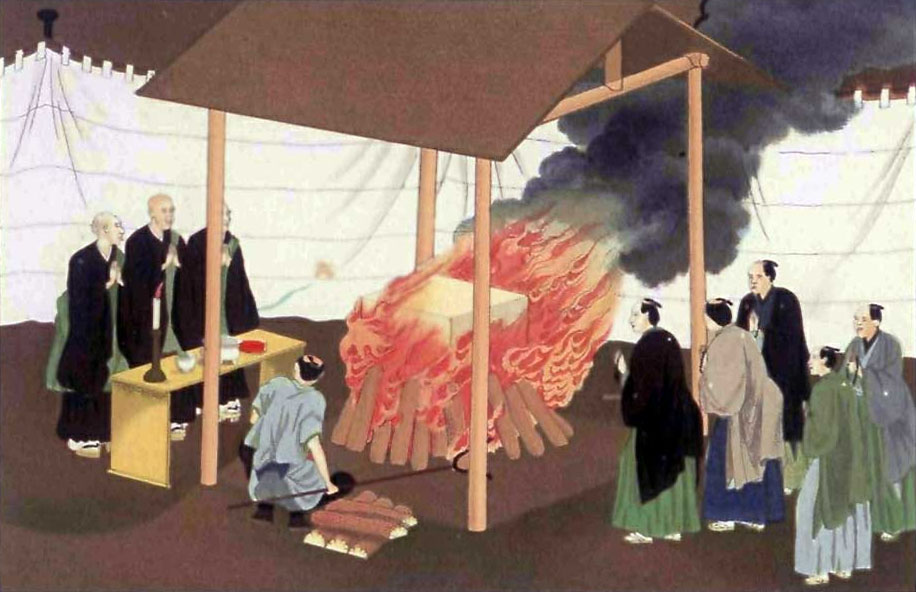
日本江戶時代的火葬，出版於1867年『日本的禮儀和習慣的草圖』

### 古代
根據考古記錄，火葬始於至少2萬6千年前的蒙戈湖（Mungo Lake）火葬。
替代的死亡禮儀強調處置遺體的方法，埋葬（土葬，火葬，和暴曬）經歷歷史的各偏好時期。
在中東和歐洲，土葬及火葬在新石器時代的考古記錄裡是很明顯有的。在歐洲，火葬的痕跡可追溯至青銅時代早期（約西元前2000年）的潘諾尼亞平原和沿中多瑙河一帶。風俗在整個銅器時代的歐洲與甕棺墓地文化（約西元前1300年）成為主導。在鐵器時代，土葬再次盛行，而火葬持續至維蘭諾瓦文化及其他地方。荷馬所著的伊里亞德裡的故事人物帕特羅克洛斯的葬禮曾敘述火葬，隨後更埋葬在一個類似甕形的墳墓，這被認為是最早描述的火葬儀式。但是火葬在那個時代並不盛行，因為在邁錫尼文明時代，土葬才是首選，荷馬可能反映在寫伊利亞德時代較為普遍使用的火葬。英国科学史家威廉·丹皮爾認為：“火葬只是后来才发现，而且大半见于欧洲中部，因为那里的森林提供了充足的燃料”，“公元前九世纪，地中海人都实行土葬，但在荷马笔下的英雄都用火葬”
各文化種族，也各有其自己的偏愛和禁令。古埃及人發展出一種錯綜複雜的靈魂復活神學，並禁止火葬，這也被閃語族廣泛採用。巴比倫人則根據希羅多德的學說來防腐其屍體。早期的波斯人實行火葬，但在瑣羅亞斯德時期被禁止了。腓尼基人實行火葬，也實行土葬。在古希臘和古羅馬，火葬作為一種較高級的作法，但不普遍。據西塞羅說法，已知「在羅馬，土葬被認為是較古老的儀式，不過最尊貴的公民傳統都是火葬的，尤其是上層階級和貴族家庭的成員。」 古希臘人與羅馬人一般會把將火葬與授勳儀式一同進行。
批評安葬儀式也是宗教化爭議裡一種常見的中傷，一方會把火葬聯想到拜火或人類祭品。
婆羅門教是顯著地不僅允許並公開指定進行火葬的宗教。火葬在印度首先表明於墓地H文化（Cemetery H culture，約西元前1900年）的，被認為是吠陀文明的形成階段。梨俱吠陀包括了新興做法的參考，在曼陀羅10.15.14，那裡祖先“均進行火葬（agnidagdhá-）和不火葬（ánagnidagdha-）”。
基督宗教反對火葬，其一是遵從猶太教的教義，其二是試圖去廢除希臘羅馬異教（Graeco-Roman pagan）的禮儀。在5世紀前，火葬幾乎在歐洲消失。

### 中世紀
在歐洲部分地區，火葬是被法律所禁止的，甚至可以因此判處死刑。火葬有時會被當局當做懲罰異教徒或宗教異端的一部分，這不只包括在火刑柱上被燒死。舉例來說，威克里夫的遺體在死後幾年後被挖出來火化，骨灰扔入河裡，明確作為他否認羅馬天主教教義的聖餐變體的死後懲罰。
懲罰性质的火葬持續到近代，舉例說，第二次世界大戰結束後，12名在紐倫堡審判被裁定反人類罪的德国人，其屍體沒有被送返其家庭，而是被火化，然後放置在一處秘密的地點或者撒入河中，作為法律程序的一個特別部分，以試圖戒絕其後任何形式的紀念活動。而在日本，被处决的7名甲级战犯的遗体也被火化，但是骨灰并没有被秘密处理。有一座用來紀念許多被處決的戰犯的建築，其骨灰被允許放置在那裡，供别人纪念（詳細請參見靖國神社）
。

### 近代
1873年，帕多瓦教授Brunetti在維也納世界博覽會舉行了一個關於火葬的演講。在英國，運動得到維多利亞女王外科醫生亨利·湯普生先生的支持，他連同同事在1874年創立了英國火葬協會（Cremation Society of England）。歐洲首個火葬場建於在1878年，分別在英國沃金和德國哥達，而首個在北美洲的火葬場則於1876年由Francis Julius LeMoyne博士支持建於賓夕法尼亞州華盛頓。美國的第二火葬場被認為1877年7月31日由Charles F. Winslow在猶他州鹽湖城建立的。英國的首個正式火葬儀式舉行於1886年3月26日的沃金。
火葬在英格蘭和威爾斯的立法始於一個威爾斯醫生William Price火化他的兒子，这一事件發生在1883年前左右的蘭特里森特的一個異教徒儀式裡。醫生是一個眾所周知的孤僻的人，其火葬儀式最初被家中和教會的人阻擋。警方其後歸還已部分燒焦的兒子屍體給他，條件是既不需安葬也不能火葬。但次年，醫生背弃了承諾，並燒毀了他兒子的遺體。後來被逮捕，並於1884年在法院審判案件，結果，在同年2月修正合法化了火葬（這法例沒有擴展到愛爾蘭）。英國國會的法令，是為了使遺體火葬跟加有規則，並於1902年通過讓葬禮當局建立火葬場。部分不同的新教团体也跟隨接受火葬，所持的基本理由是，“神能復活了一碗骨灰正如祂能復活一碗塵土般容易”。1908年版《天主教百科全書》曾批評此，指他們為“險惡的運動”，並把他們與共濟會聯繫一起，雖然他們說：“沒有任何直接反對教會進行火葬的教條”。1963年，教宗保祿六世對火葬解禁，且1966年起天主教神父獲准主持火葬儀式。
澳洲也開始建立現代火葬運動和社團。澳洲首個為特定目的而建造的現代化火葬場及教堂，在1901年建於南澳洲州首都阿德萊德的West Terrace Cemetery。這個小建築，類似於物在沃金的火葬場，自19世紀的風格大體保持不變，並完整運作直至1950年代末。經營歷史最悠久的火葬場在澳洲悉尼的魯克伍德，開放於1925年。
在荷蘭，選擇性火葬協會（Association for Optional Cremation）1874年的成立帶來一個火葬優點和缺點的長期爭論。反對火葬的法律被質疑和廢票處理，並在1915年無效（荷蘭興建的首個火葬場的兩年後），直到1955年為止，火葬在荷蘭沒有得到正式的法律認可。

## 中国火葬

### 古代
在中國古代，受到儒家思想「入土為安」的影响，火葬並不盛行，因为《周禮》規定“眾生必死，死必歸土”，厚葬才是孝順，而火化之后撒掉骨灰，所谓挫骨扬灰，成为与鞭尸类似的惩罚和侮辱手段。反倒是邊疆少數民族很早就有火葬，如《墨子·节丧下》：“秦之西有仪渠之国，其亲戚死，聚薪柴而焚之，熏上，谓之登遐，然后成为孝子”，《荀子·大略》又說：“氏羌之虏也，不忧其系缧也，而忧其不焚也。”中國興起火葬的觀念還在佛教傳入之後。《大唐西域记·印度总述》载述：“送终殡葬，其仪有三：一曰火葬，积薪焚燎；二曰水葬，沉水漂散；三曰野葬，弃林饲兽。”
佛教在东漢傳入中國，中國開始出現有火葬，但是并不常见。佛教稱荼毗或荼毘，寺院的焚尸炉又称为化身窑。教徒並流行把尸体摆成打坐的姿势后火葬。《高僧传》记载了许多中外僧徒焚身之事，死后焚化火葬，甚至有人以自焚圓寂。
宋太祖建隆三年（962年），赵匡胤下诏禁止火葬：“近代以来，遵用夷法，率多火葬，甚愆典礼，自今宜禁之。”但火葬仍旧流行，朱熹在《朱子文集》卷一十四《跋向伯元遺戒》說：“自佛法入中國，上自朝廷，下達閭巷，治喪禮者，一用其法。”「荼毗火葬法」在宋代大為流行，例如《水浒》第25回中武大郎和51回中沧州知府的小儿子死后均火葬。1135年，宋徽宗被俘八年後病死在五國城越里吉（今黑龍江依蘭縣境），據稱是依當地習俗實施火葬。至南宋朝廷仍禁民間火葬，绍兴二十七年（1157年）监登闻鼓院范同上奏，说“方今火葬之惨，日益炽甚”，建議朝廷撥地令贫民葬亲。理學興盛之後，火葬逐漸衰落。元朝規定土著汉人一律土葬。
明清之際中國仍禁止火葬，但仍無法完全根除火葬的習俗，據明嘉靖《尤溪縣志·地理卷·謠俗》記載，“普通民眾逝世，屍體積柴而焚之”，吴县通济寺设焚化亭，供民间火葬。清初受到佛教影響，允許火葬，清兵入關前，滿洲風俗也是實行火葬，例如努尔哈赤去世后为火化，称为“宝宫”的骨灰坛葬在福陵，入关后的初期，顺治帝、其爱妃董鄂氏以及孝康章皇后也是火葬，但是此后开始限制火葬而鼓励土葬。順治五年（1648年）四月，清朝頒布喪葬條例。顾炎武在《天下郡国利病书》引《永康县志》说浙江永康县有八弊俗，其一就是火葬（詳細請參見中國殯葬史）。《大清律》後來規定：「其從尊長遺言，將屍體燒化或置水中，杖一百」；「若私自火葬或水葬父母，按殺人罪論死刑」；「旗人、蒙古喪葬，概不許火化」。但清朝的佛教僧尼，一部分信徒，以及寺庙收葬的流浪死者仍然在寺庙裏火葬。另外，瘟疫的死者或客死异乡者，在不便运灵柩回乡的情况下，火葬也是权宜之策。江南道監察御史常祿向乾隆皇帝密奏：「今旗人祖宗墳墓俱在附近地方，何必復行火化，殘毀親屍，乃以習慣成俗，相沿不知其非，揆諸仁孝之心，實屬未協」。乾隆頒布〈旗民喪葬禁令〉諭：「本朝肇跡關東，以師兵為營衛，遷徙無常。遇父母之喪，棄之不忍，攜之不能，故用火化，以便隨身捧持，聊以遂其不忍相離之願，非得已也。自定鼎以來，八旗、蒙古各有寧居，祖宗墟墓，悉隸鄉土，喪葬可依古以盡禮。而流俗不察，或仍用火化，此狃於沿習之舊，而不思當年所以不得已而出此之故也。……嗣後除遠鄉貧人，不能扶柩回里，不得已攜骨歸葬者，姑聽不禁外，其餘一概不許火化，倘有犯者，按律治罪。族長及佐領等隱匿不報，一併處分」。因此乾隆朝以後嚴禁全國百姓火化喪葬。

### 现状
中华人民共和国出于保护耕地、节省土地资源等原因，倡导火葬取代土葬。1956年4月27日，毛泽东、朱德、刘少奇、周恩来、邓小平等151名高级官员联合签名，以个人名义倡导火葬取代土葬。这些官员去世后基本为火葬，其中周恩来、刘少奇和邓小平根据其遗愿也未保留骨灰。唯一的例外是毛泽东的遗体，因政治原因至今尚未火葬，而是被防腐保存，并存放位于天安门广场上的毛主席纪念堂。而开国上将许世友在生前则是反对火葬，在1985年10月去世后经中央批准得以在家乡土葬。
1985年2月8日国务院发布《关于殡葬管理的暂行规定》。首次规定在“人口稠密、耕地较少、交通方便”的地区强行推行火葬，并且对不遵守该规定的国家职工实行处分。1997年7月21日发布的《殡葬管理条例》也有同样规定。但是，推行並不順利，尤其於實農村地區。第一，「入土為安」是很多中國傳統的觀念，尤其很多老年人都很反對火葬。此外，很多中國人對火葬也不太理解，他們把火化後的骨灰如土葬般照樣地放進棺木然後再土葬，結果一樣不能節省土地。有些人更是公開抵制，強行進行土葬，結果政府當局也強行挖開墳墓，扒出逝者的遗体，带走進行火葬。此外，更有些人為了堅持進行土葬行賄官員，進行假火葬，製作假「火化證明」。

## 近代關於火葬的負面事件

### 第二次世界大戰
在第二次世界大戰期間，納粹分子在集中營和滅絕營興建焚屍爐，以處置他們所屠殺的猶太人、吉卜賽人和其他囚犯的屍體。哈拉卡猶太法律是禁止火葬的，因為猶太傳統認為一個被火化者的靈魂將無法找到其最後安息所。因此，納粹的做法嚴重冒犯了猶太人所信仰的正統猶太教。至今許多猶太人對火葬仍有强烈反感。

### 三州火葬場事件
美國喬治亞州發生过一單涉及“疏忽”火化的“三州火葬場”事件。2002年初，334具应该在幾年前在“三州火葬場”火化的屍體被發現原封不動地棄置在火葬場附近的森林，并未火化。許多屍體已無法辨認。在許多個案中，火葬場交回死者家屬的並非死者的骨灰，而是他們自製的草木灰和泥土的混合物。
當時的火葬場經營者Ray Brent Marsh（譯名：馬什），被控787條刑事罪名。2004年11月19日，馬什承認了所有控罪，被判處兩項自喬治亞州與田納西州為期12年的監禁刑罰，並同時執行。隨後他還需要緩刑75年，同时被判赔偿死者亲属八千万美元。當時運送屍體到“三州火葬場”的殯儀館也被法庭起诉。。

### 印度洋海嘯
2004年12月26日，發生了矩震級9至9.3的印度洋大地震，並觸發起一連串致命的海嘯，導致接近30萬人死亡。也使其成為有記載以來歷史中最致命的海嘯。海嘯中喪生者的範圍由緊鄰地震的印尼、泰國、馬來西亞的西北沿岸，至千多公里以外的孟加拉、印度、斯里蘭卡、馬爾代夫；更遠的索馬利亞、肯亞以及位於東非的坦尚尼亞。
對於處理大量的屍體，當局有很大的困難，因此有時數千具屍體必須同時進行火化。許多屍體在火化之前，都還沒經家屬辨認過。其中特別令人反對的作法是，當局主要把屍體分開西方人和亞洲人來處理，而當中的亞洲人死者大多是本地人。這意味著其他亞洲國家的遊客死者，如日本和韓國，極大部分都被和本地亞洲人死者一同火化，而不是被送回其原籍國家作殯葬儀式。然而很多屍體經過一兩個星期的時間後，幾乎都腐爛得不能識別，年齡、種族甚至性別的標誌都難以分辨。

## 法律
在美國加州，儘管法律容許把骨灰撒在大海，但是法律卻禁止把死者骨灰撒於私人土地上。翟若適在其女兒、藝人帕米拉（Pamela）自殺後便發現了這個問題。並在其自傳《The Pill, Pigmy Chimps, and Degas' Horse》的其中一章“灰燼的撒播”說到他最後解決了問題，便是把帕米拉的骨灰撒在家附近的一條小河，那是San Francisquito Creek的一條支流，最終會流到。

## 参閱
- 天葬
- 葬礼
- 吉仪
- 国葬
- 帛金
- 招魂
- 台湾丧葬
- 香港殯儀
- 尸体
- 舍利子
- 骨灰罈
- 納骨塔

## 外部連結
- The International Cremation Federation (ICF) （页面存档备份，存于）
- （简体中文） 中國藏族網通 火葬的渊源 2007年10月24日
- （简体中文） 中國藏族網通 丧葬文化—火葬程序 2007年8月21日
- （英文） Local Cremation Provider Directory（页面存档备份，存于）
- （英文） Cremation Association of North America美國國會圖書館的存檔，存档日期2002-09-14
- （英文） Crematory in Europe（页面存档备份，存于）
- （英文） A modern electrical crematorium in India（页面存档备份，存于）
- （英文） Internet Cremation Society（页面存档备份，存于）